# Vangueriella zenkeri
Vangueriella zenkeri är en måreväxtart som beskrevs av Bernard Verdcourt. Vangueriella zenkeri ingår i släktet Vangueriella och familjen måreväxter.
Artens utbredningsområde är Kamerun. Inga underarter finns listade i Catalogue of Life.